# Östberget
Östberget är en stadsdel i tätorten Östersund, belägen på ön Frösön. I stadsdelen på berget Östberget ligger en av de först anlagda skidbackarna i Sverige, Gustavsbergsbacken. I backen har det hållits flera internationella tävlingar samt SM i utförsåkning.
Östberget avgränsas i nordväst av berget Östberget och i öst av Storsjön med stadsdelen Staden. I söder av stadsdelen Frösödal genom Räntmästarvägen. I nordost av stadsdelen Hornsberg genom begränsningslinjen Alpvägen och Trädgårdsvägen. Stadsdelen är, liksom stora delar av Östersund, relativt kuperad och sluttar kraftigt mot Storsjön.
I Östberget finns parkerna Kärringbacken och Dalhemsparken. Längs Östbergets strand vid Storsjön finns en strandpromenadstig med utsikt mot Östersundet, Brunfloviken och stadsdelarna Norr, Staden, Söder och Odensala.